# Гонка (присілок)
Гонка́ (рос. Гонка) — присілок в Кезькому районі Удмуртії, Росія.
Населення — 43 особи (2010; 57 в 2002).
Національний склад станом на 2002 рік:
- удмурти — 98 %

Урбаноніми:
- вулиці — Логова, Нова, Центральна